# Ятова

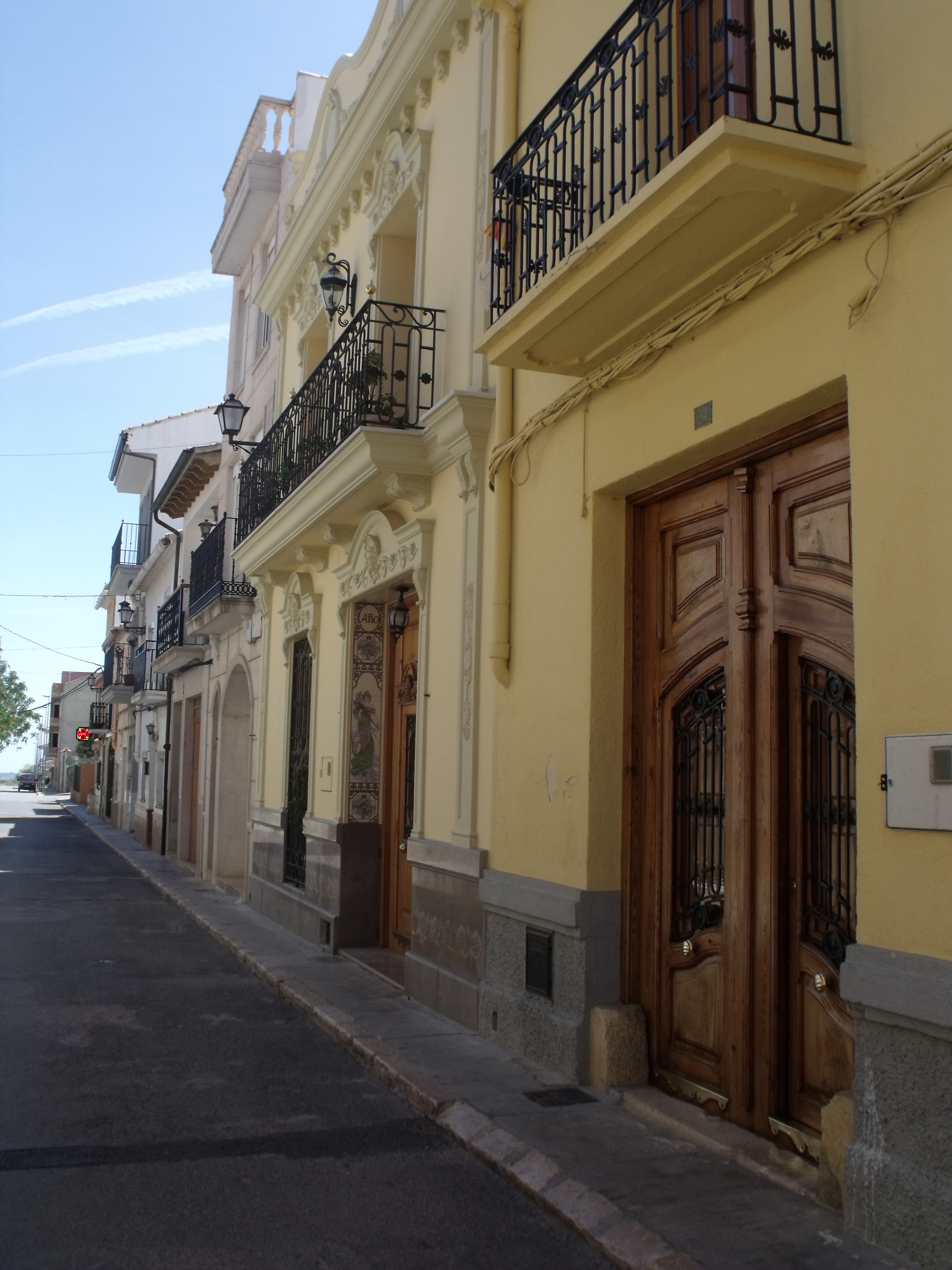

Ятова (ісп. Yátova (офіційна назва), валенс. Iàtova) — муніципалітет в Іспанії, у складі автономної спільноти Валенсія, у провінції Валенсія. Населення — 2176 осіб (2010).

## Географія
Муніципалітет розташований на відстані близько 270 км на південний схід від Мадрида, 37 км на захід від Валенсії.

## Демографія
Динаміка населення (INE ):

## Галерея зображень

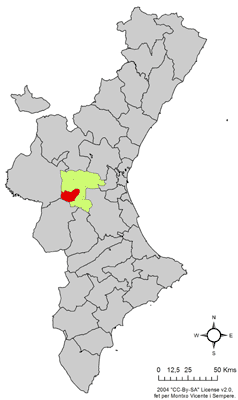
Розташування муніципалітету Ятова у автономній спільноті Валенсія
Розташування муніципалітету Ятова у комарці Ла-Оя-де-Буньйоль
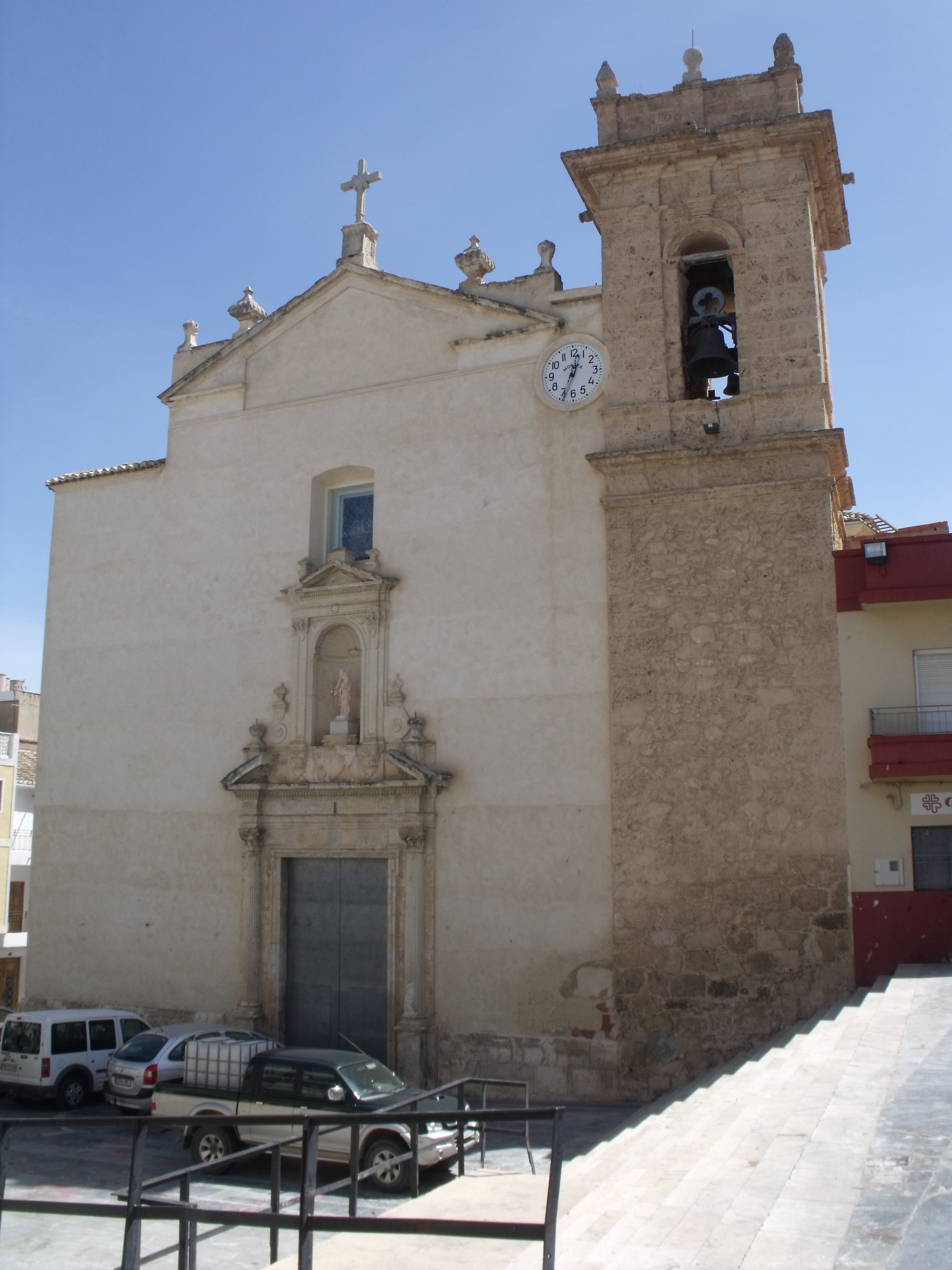
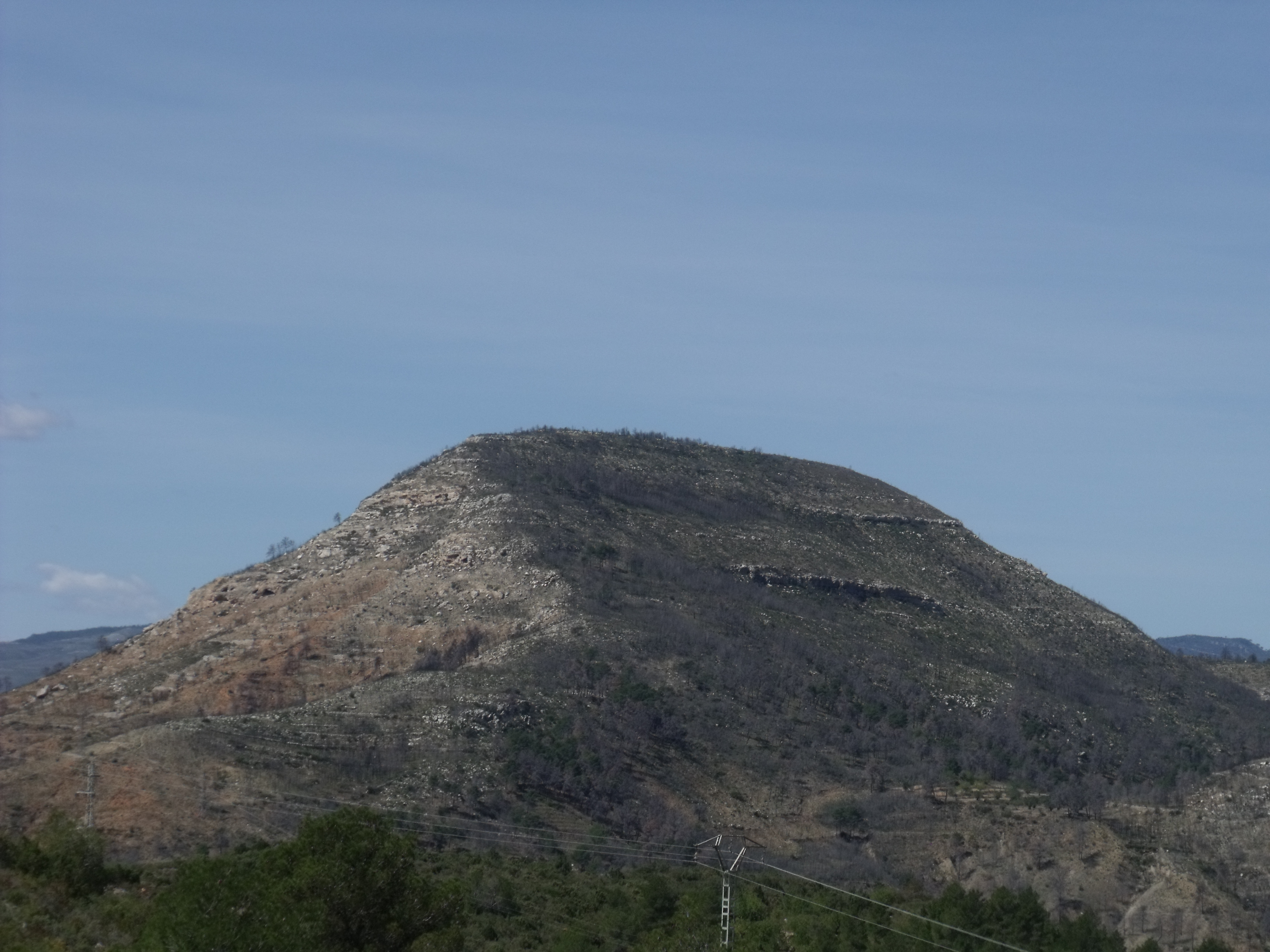
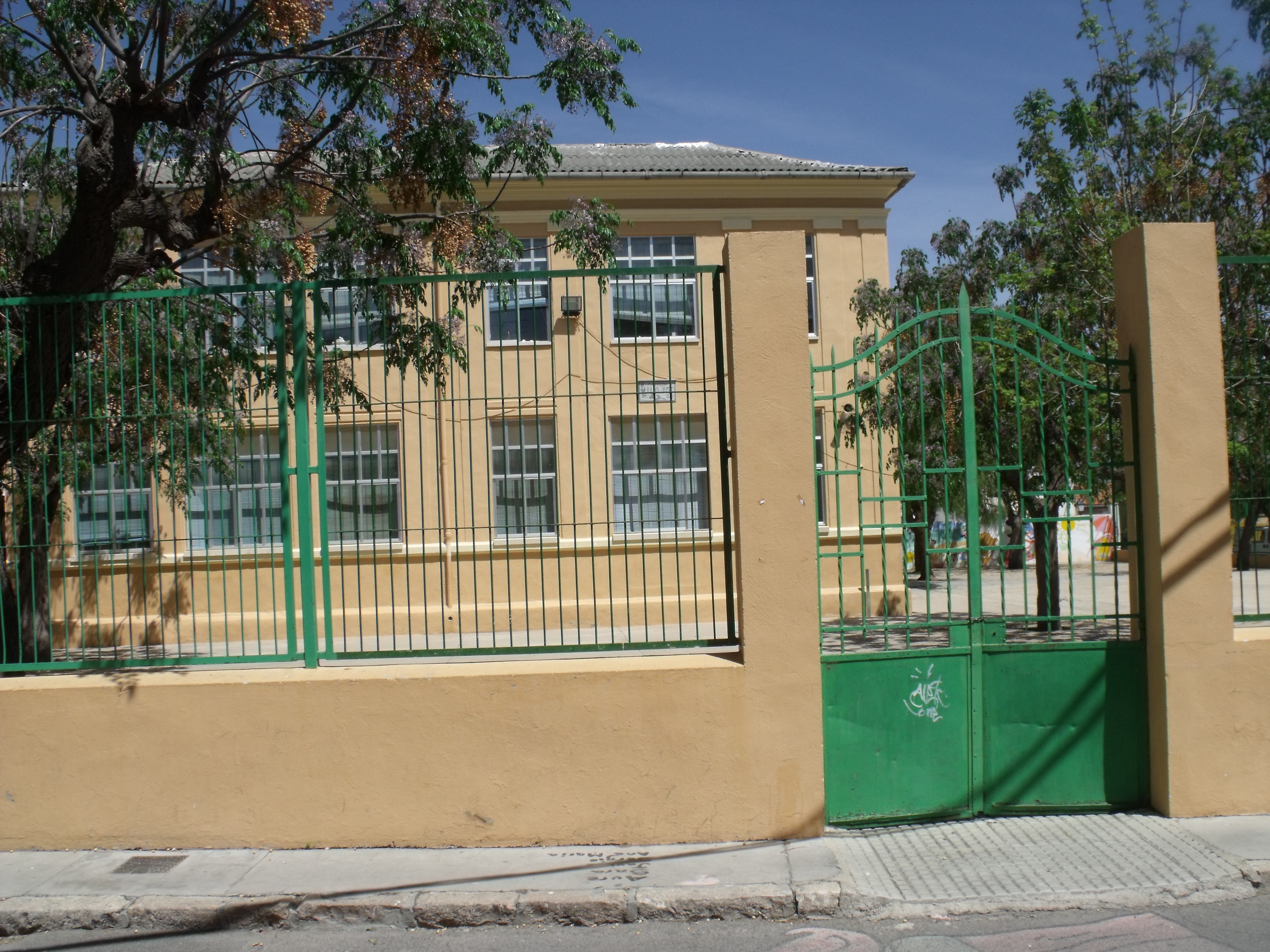
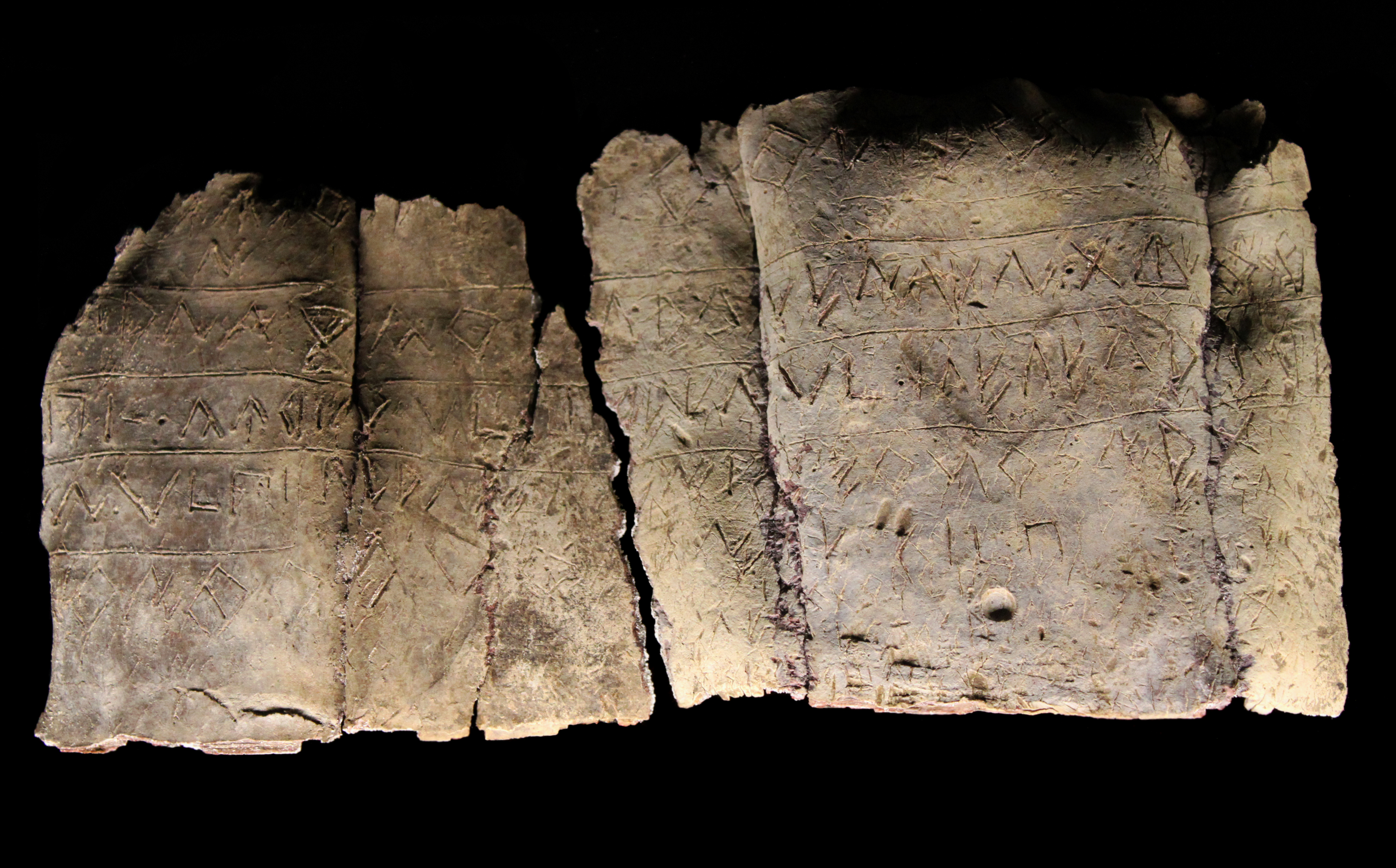
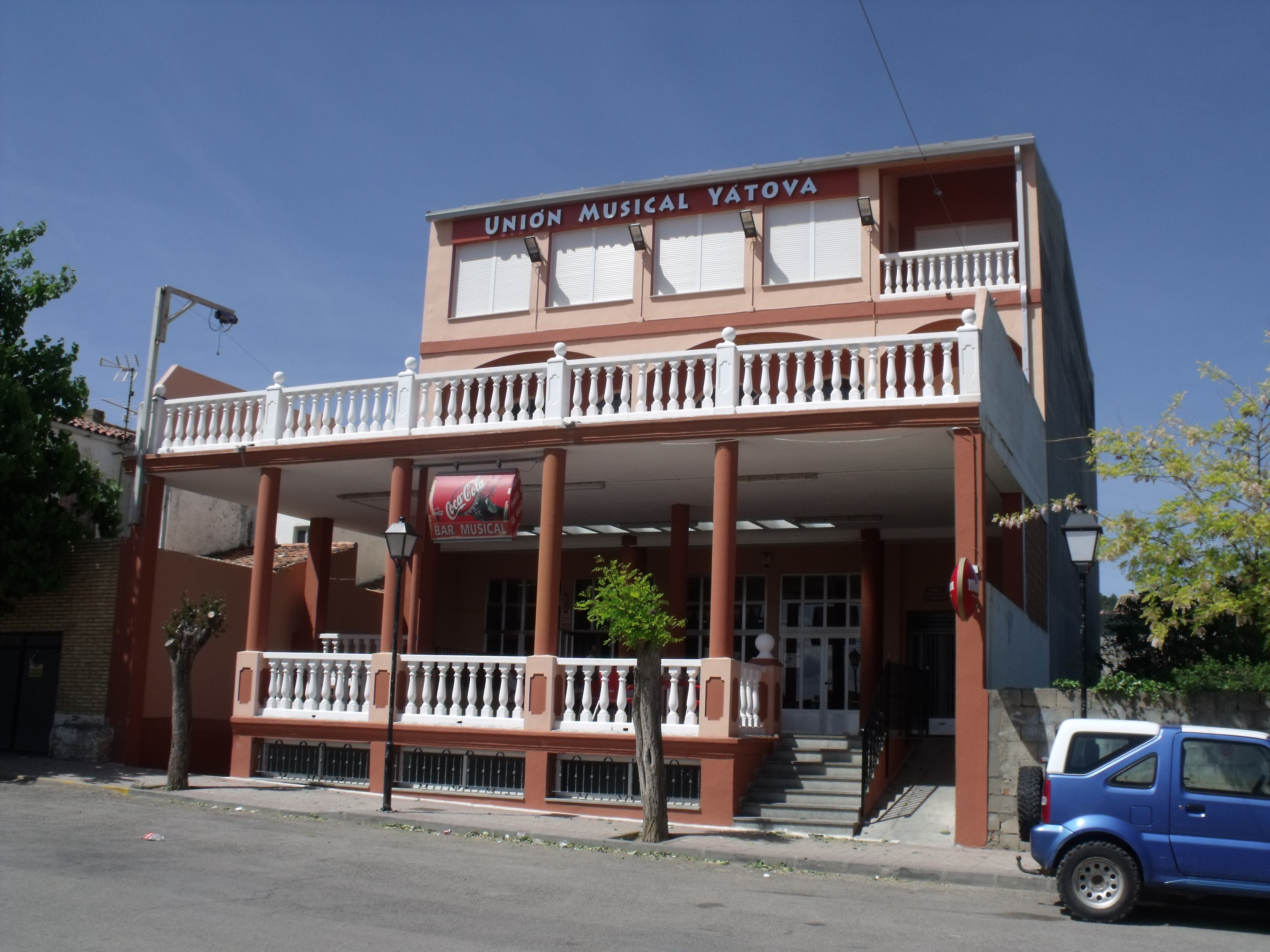
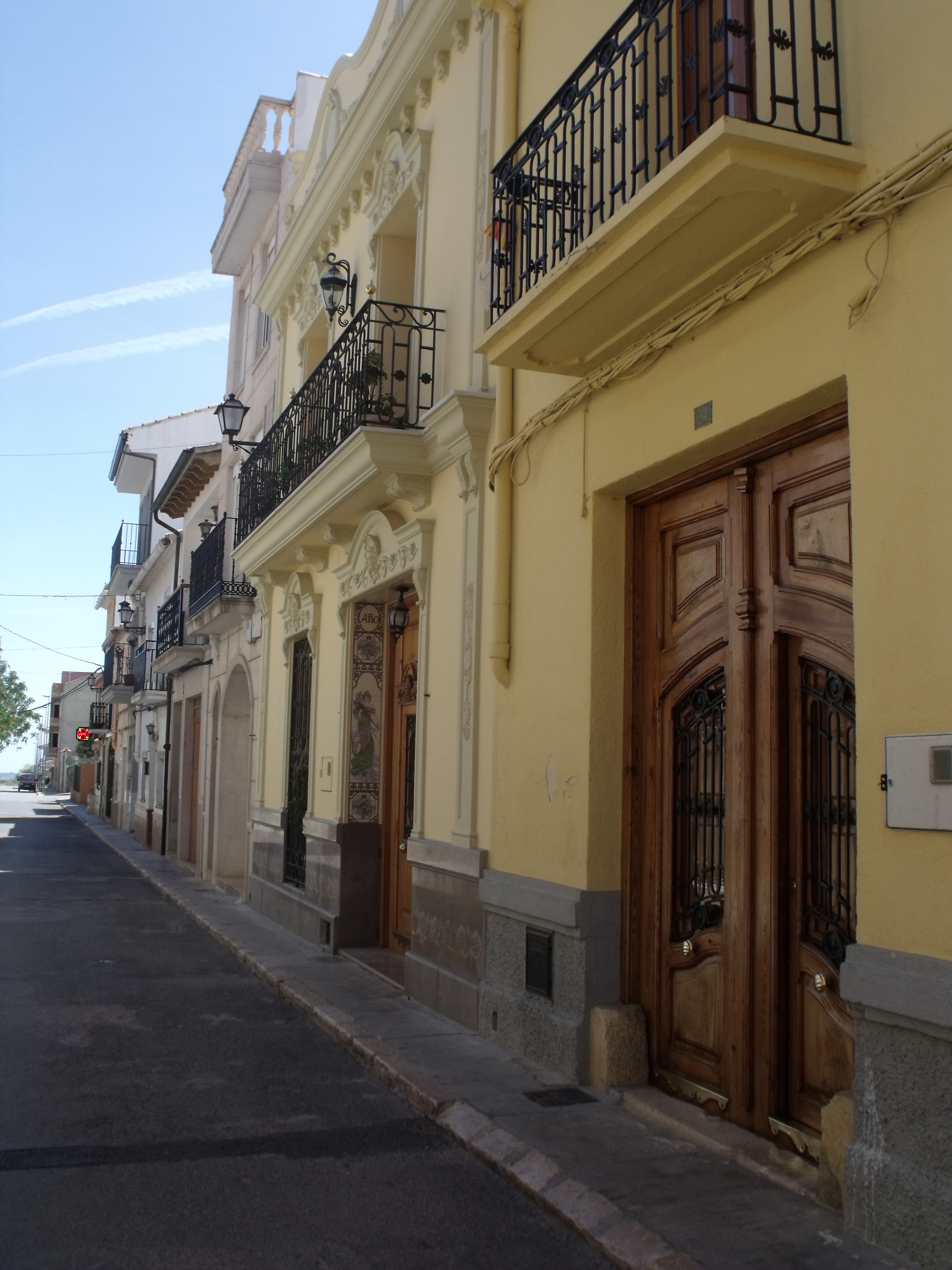